# Kejsarinnan Wei
Kejsarinnan Wei (kinesiska: 韋皇后, Wéihuánghòu), död 21 juli 710, var Kinas kejsarinna 684 och 705-710, som gift med kejsar Zhongzong av Tangdynastin.
Hon hade stort inflytande under sin makes regeringstid, lyssnade på sammanträdena bakom en skärm och skötte regeringsärenden med sin makes godkännande. 
I traditionell historieskrivning anklagas hon och hennes dotter prinsessan Anle för att ha förgiftat sin make och far kejsar Zhongzong vid hans död 3 juli 710. I praktiken anses han ha dött en naturlig död. De höll sedan hans död hemlig i flera dagar tills de kunde installera kejsarens yngste son med en konkubin, Tang Shang, på tronen med Wei som hans förmyndare och regent. 
Wei regerade i sjutton dagar. Hon hade ambitionen att följa sin svärmor Wu Zetians exempel och utropa sig till monark, men hennes planerade kupp misslyckades och hon och hennes dotter störtades av en motkupp iscensatt av hennes svägerska prinsessan Taiping, som placerade sin bror Ruizong på tronen. Wei dödades under kuppen. 